# 西永彩奈
西永彩奈（日语：／ Nishinaga Ayana，1996年1月18日—），日本前年少偶像、現役寫真偶像、雜誌編輯。於岡山縣出身。所屬事務所為「SPJ Entertainment」。
西永在2009年出道成為寫真偶像。同年以初中生的身份推出寫真DVD《彩奈的曬痕》（彩奈の日焼け跡）。升上高中後她亦繼續推出《發芽》（芽生え）、《現役女高中生寫真》（現役女子高生グラビア）、《好奇心》等寫真DVD，並獲得跟寫真偶像百川晴香合作的機會。她於高中時期拍攝的寫真作品《聖*少女 妄想素描 Vol.6》（聖*少女 妄想スケッチ Vol.6）在開售後隨即登上Amazon成人商品排行榜首位。
2014年，她從高中畢業，此後繼續拍攝寫真作品，當中一些更加入劇情元素。她在《美好關係》一作中，飾演與上司熱戀的办公室女职员；《轉校生》（転校生）這部寫真DVD把西永設定成擁有能讓人一瞬愛上自己的超能力。除此之外，她還推出其他寫真作品，像是《彩色日記》（彩色ダイアリー）、《秘密》（ヒメゴト）、《幸運色狼！》（Lucky スケベ!）。2019年，西永在「第2屆Sanspo GoGo女王大獎賽」（第2回サンスポGoGoクイーンオーディション）中勝出。

## 生平

### 初中時期
西永在2009年出道成為寫真偶像。同年7月前往東京都，在那展開寫真DVD拍攝工作，以此在9月25日推出《彩奈的曬痕》（彩奈の日焼け跡）一作。她在當中以身穿泳衣、運動服、校服等衣物的姿態登場。2010年11月16日，她的寫真DVD《純心美少女》公開。西永在当中部分场景以身穿女僕裝的姿態登場。

### 高中時期
西永在升上高中後繼續推出寫真DVD——於2011年6月16日推出的作品《發芽》（芽生え）便是一例。這部作品除了收錄身穿比基尼的西永外，還拍攝了她在穿上角色扮演裝束後的樣子。9月16日，她的寫真DVD《好奇心》面世。這部DVD在泰國取景，西永在此作的各場景以身穿不同衣物的姿態登場。12月16日，她跟寫真偶像百川晴香一起合拍的寫真DVD《愛人》（lovers）正式開售。她們兩人花了約一個星期的時間去拍攝這部作品。
2012年2月25日，西永推出了在東京都和茨城縣取景的寫真影片《現役女高中生寫真》（現役女子高生グラビア），它的部分場景以拍攝戴上貓耳頭飾的西永為主軸。這部作品亦同時提供DVD版和藍光版予消費者選擇。4月25日，她發表《純真無垢 ～純白標籤～》（純真無垢～ホワイトレーベル～）一作，她在當中以身穿各類白色衣服的姿態登場，並在部分場景帶上兔耳頭飾。次月她再度前往泰國取景，以備在9月10日推出總片長約120分鐘的寫真DVD《公主全明星》（プリンセスオールスター）。《公主全明星》收錄了她特意長時間望著鏡頭的場景。11月23日，她的寫真DVD《純潔之心》（pure in heart）正式公開。西永及後在秋葉原出席上述作品的發售紀念活動。
2013年3月，西永來到伊豆，在那進行拍攝工作，以此在4月推出寫真DVD《新吻》（New Kiss）。此作攝有西永在穿上競賽泳衣後的樣子。8月31日，她的寫真DVD《飛翔》（FLY）公開，這部作品有著一定劇情，並圍繞著「在鄉下再會初戀情人」的設定。12月21日，西永的作品《聖*少女 妄想素描 Vol.6》（聖*少女 妄想スケッチ Vol.6）正式於市面發行，其內容以一段師生戀關係為主軸。此作在開售後隨即登上Amazon成人商品排行榜首位。西永對此結果感到滿意。2014年3月16日，她在網誌上宣佈自己從高中畢業。

### 高中以後

#### 2014年至2017年
2014年6月25日，西永的寫真DVD《戀愛白雪 ～一直迷惑我的可愛桃色天使～》（恋愛白書～いつだって僕を惑わす、ちょっと可愛い桃色天使～）開售。它除了有着一定的故事性外，還收錄她在早上入浴的場景。9月20日，她公開作品《彩色之見》（彩色センチメント），在部分場景以身穿彩色緊身服的姿態現身。2015年3月25日，西永發表《放課後steady》一作。它以身穿各類學生裝束的西永為主軸，並收錄了各種各樣的小故事。6月，她前往巴厘岛取景，以在7月25日發表寫真DVD《在巴厘》（in Bali）。她在部分場景中一邊吃著冰品一邊拍攝。
西永在《美好關係》（オイシイ関係，2016年1月25日發表）一作中，首度飾演與上司熱戀的办公室女职员。4月25日，她的寫真DVD《轉校生》（転校生）開售，這部作品把西永設定成擁有能讓人一瞬愛上自己的超能力。她在8月25日推出的作品《可愛的妹妹》（カワイイ妹）中，飾演誘惑哥哥的妹妹。11月25日，她的寫真DVD《彩奈的學校物語》（彩奈の学校物語）公開。她在這部作品以穿著比基尼、校服、燈籠褲等衣物的樣子登場。12月25日，她推出《夏日的那天》（あの夏の日）一作，在當中首度以婚紗裝亮相。
2017年7月9日，西永出席寫真雜誌《Cream》舉辦的握手會。8月25日，西永跟小柳步共演的《姊妹天堂 旅行編》（姉妹パラダイス 旅行編）開售。這部作品分為妹編和姊編兩部分，西永是妹編的主角。

#### 2018年至2023年
2018年2月25日，由西永飾演家庭教師的作品《家庭教師》（かてきょ）正式公開。它長約120分鐘，於東京都拍攝。3月31日，她出席這部作品的發售紀念會。4月25日，她的寫真DVD《妄想教練 溫柔地誘導你……》（妄想インストラクター 優しく誘われて…）開售，並在部分場景身穿較為緊身的衣服。9月15日，她推出寫真集《彩色日記》（彩色ダイアリー），其收錄西永在成年後拍攝的寫真。2019年6月25日，西永推出自己第30部寫真DVD《30th》，它的部分場景在泳池取景。11月16日，西永在「第2屆Sanspo GoGo女王大獎賽」（第2回サンスポGoGoクイーンオーディション）中勝出。她對此一結果感到高興。
2020年5月25日，西永發表寫真DVD《幸運色狼！》（Lucky スケベ!），於當中扮演觀眾的女朋友。10月23日，她推出作品《甜夢》（Sweet Dreams），這部作品以她在學園遇上一連串事件的展開為主軸，並拍攝了身穿水手服的西永。2020年12月，她前往東京都，在那以身穿競賽泳衣和校服的樣子進行拍攝，以此在次年2月25日推出《久等了！》（お待たせ！）一作。4月22日，她的寫真集《壞壞的事》（イケナイコト）正式發行，此作在日本某間初中取景。5月17日，她推出寫真DVD《秘密》（ヒメゴト），於當中飾演被同學發現自己在讀色情小說的學生。8月27日，她的寫真DVD《感謝你從小一直支持》（小さい頃からありがとう。）公開，它以重演西永的長大歷程為中心主題。10月，她的寫真DVD《Sweet Dreams》面世，邁那比新聞（マイナビニュース）讚揚她在作品中展現的笑容及身穿水手服的樣子。
2022年2月20日，西永發表寫真DVD《天使的惡作劇》（天使のイタズラ），其收錄了她身穿泳衣和護士裝的樣子。6月1日，她成為雜誌《Cream》首位同時任職寫真偶像的副主編。8月，她在《調皮的秘密》（イケナイ隠しごと）一作中飾演跟「叔叔」一起親密的網友。她於10月31日發售的《週刊Playboy》亮相。她在亮相前收到《週刊Playboy》編者的強烈要求，繼而決定為它拍攝寫真。12月23日，她的第40部作品《秘密的採訪旅行》公開，其主題為去採訪期間跟隨行男性的相處時光。根據邁那比新聞的評價，這件作品的露出度很高。
2023年3月29日，西永發表寫真DVD，並於當中以扮演不同角色的姿態登場。邁那比新聞形容它能「刺激男性的幻想」。5月，她开始在偶像组合「Bety」擔任期間限定成員，與其他成員一起表演。有關安排直到9月畢業為止。加入後隔月她發布了寫真DVD《乙女輓歌》（乙女エレジー），其剪輯被西永於網上公開後，獲得好評。2023年10月，她的寫真DVD《鄰家大姐姐讓我心跳不已》（隣のお姉さんがドキドキさせてくる）公開，飾演誘惑主角的青梅竹馬。12月，她出席了這部作品的發售紀念活動，並誣自己對當中的銀色比基尼場景感到滿意。

## 外部連結
- 西永彩奈的Instagram帳戶 （日語）
- 西永彩奈的X（前Twitter） （日語）
- 西永彩奈的Ameblo網誌 （页面存档备份，存于）（日語）